# Panorpa kongosana
Panorpa kongosana är en näbbsländeart som beskrevs av Hanjiro Okamoto 1925. 
Panorpa kongosana ingår i släktet Panorpa och familjen skorpionsländor. Inga underarter finns listade i Catalogue of Life.